# Аютузаклаган
 Аютузаклаган (баш. Айыутоҙаҡлаған) — горный хребет на Южном Урале. Находится на территории Белорецкого района Башкортостана.
Хребет Аютузаклаган Башкирского (Южного) Урала протянулся по меридиану с юго-запада на северо-восток между рек Бирьяна и Кусагазы (притоки реки Инзер) в Белорецком районе РБ.
Длина — 10 км, ширина — 4,5 км. Имеются ложбины и 5 вершин. Высота хребта более 500 м.
Сложен из кварцитовидных песчаников, алевролитов, сланцев зильмердакской свиты верхнего рифея.
Ландшафты — широколиственно-темнохвойные, светлохвойные и мелколиственные леса. На вершинах гор — горные лугами, используемыми под сенокосы и пастбища.

## Топонимика
Название с башкирского Айыутоҙаҡлаған — где ловили петлёй медведя.